# Peter Cmorik
Peter Cmorik (* 22. března 1980 Rožňava) je slovenský zpěvák, vítěz soutěže Slovensko hledá Superstar II (2006) a čtyřnásobný vítěz slovenské ankety Zlatý slávik (2006, 2007, 2008, 2009) – obdoby českého Zlatého slavíka. Na klavír hraje od pěti let. Od šesti let navštěvoval Základní uměleckou školu, kde absolvoval 1. a 2. cyklus. Absolvoval Univerzitu Mateje Bela v Banské Bystrici. Tam studoval pedagogiku. Po dobu šesti let vyučoval hru na klavír, klávesy a kytaru na umělecké škole ve Velkém Krtíši.
Jako muzikálová hvězda zazářil v letech 2007 a 2008 v titulní roli d´Artagnana v bratislavském nastudování Třech mušketýrů.
V květnu 2007 si za píseň Mám pocit odnesl cenu Grand Prix, která je udělována zpěvákům na mezinárodním hudebním festivalu Carpathia v polském Řešově.

## Diskografie
- 2006 - Nádherný deň

videoklipy: Dážď, Mám pocit
- 2007 - Žijem ako viem

videoklip: Čo to znamená
- 2009 - Jedno si želám

videoklip: Mám ťa rád
- 2013 - ...o Tebe